# Monte do Trigo
Monte do Trigo ist eine Gemeinde (Freguesia) im portugiesischen Kreis Portel. In ihr leben 1149 Einwohner (Stand 19. April 2021).